# Хон Сон Нам
Хон Сон Нам (кор. 홍성남; 2 октября 1929, Хэйан-нандо, Корея под управлением Японии — 31 марта 2009, Пхеньян, КНДР) — северокорейский политический деятель, председатель Административного Совета КНДР (1997—2003).

## Биография
Окончил Пхеньянский университет, изучал электротехнику в Пражском Техническом институте.
С 1954 г. работал в северокорейском министерстве тяжелой промышленности.
В 1971—1973 гг. — министр тяжёлой промышленности.
В 1973—1975 гг. — заместитель председателя Административного Совета КНДР.
В 1973—1977 гг. — председатель Госплана.
В 1982—1986 гг. — первый секретарь Трудовой партии Кореи (ТПК) провинции Пхёнан-Намдо.
В 1987—1990 гг. — заместитель председателя Административного Совета, председатель Госплана КНДР.
В 1990—1997 гг. — заместитель председателя Административного Совета.
В 1997—2003 гг. — председатель Административного Совета КНДР.
В 1986—2003 гг. — член Политбюро ЦК ТПК.